# Tomigusuku, Okinawa
Tomigusuku (豊見城市 Tomigusuku-shi, Okinawa: Tumigushiku) là một thành phố thuộc tỉnh Okinawa, Nhật Bản.